# Гостињ
Гостињ (пољ. Gostyń) град је у Пољској у Војводству великопољском. По подацима из 2012. године број становника у месту је био 20 183.
.

## Становништво
| 2012.  |
| ------ |
| 20 183 |